# Psychologia ewolucyjna
Psychologia ewolucyjna – jeden z obszarów badań psychologii, szukający wyjaśnień wzorów ludzkich zachowań jako ukształtowanych przez ewolucję biologiczną i kulturową; badanie ewolucyjnej optymalizacji cech psychologicznych.
Główne problemy, które mogły być często spotykane w rozwoju gatunku, to na przykład:
- unikanie lub pokonywanie zagrożeń – drapieżników, chorób, toksyn, pasożytów czy konkurencji
- zdobywanie zasobów – wybór właściwego pożywienia i habitatu
- reprodukcję – dobór partnera seksualnego sprzyjający dostosowaniu ewolucyjnemu potomstwa; opieka nad potomstwem i członkami spokrewnionej zbiorowości społecznej (m.in. w związku z mechanizmem doboru krewniaczego)
- współżycie komunalne – nawiązywanie komunikacji, współpracy i przyjaźni z innymi przedstawicielami gatunku, zdolność do rozpoznawania ich planów (teoria umysłu)

## Zagadnienia
Psychologia ewolucyjna skupia się na zrozumieniu mechaniki ludzkiego umysłu/mózgu, w oparciu o ewolucję.
Koncentruje się ona na czterech podstawowych zagadnieniach:
- Co sprawiło, że umysł ludzki przybrał obecną postać?
- Jakie są mechanizmy w ludzkim umyśle i jak są one zorganizowane?
- Jakie funkcje spełniają poszczególne mechanizmy – czyli do jakich celów zostały zaprojektowane?
- W jakie interakcje wchodzą bodźce ze środowiska i w jaki sposób ujawnia się to w zachowaniu człowieka?

## Zasadnicze tezy
Psychologowie ewolucyjni i genetycy zachowania stawiają tezę, iż przynajmniej część wzorów ludzkich zachowań jest dziedziczona genetycznie. Tezę tę testuje się na przykład poprzez badania prowadzone w populacjach osób spokrewnionych i niespokrewnionych. Ważnym metodologicznie podejściem są porównania rzadkich populacji bliźniąt jednojajowych rozdzielonych w dzieciństwie. Najbardziej klarowne rezultaty z tego nurtu badań dotyczą jednak głównie psychopatologii o relatywnie wyraźnym komponencie genetycznym, a nie złożonych normatywnych zachowań. Nawet badania na bliźniętach są mało reprezentatywne, i nie są wolne od poważnych zmiennych zakłócających (takich jak nielosowy charakter populacji rozdzielonych rodzin, czy wspólne środowisko prenatalne i czynniki epigenetyczne), co jest problemem z którym boryka się dziedzina genetyki zachowania. Badania tego typu mogą dawać przesłanki na temat niezależnej od wpływu środowiska dziedziczności zachowań. Innym istotnym obszarem badawczym są porównania statystyczne relacji rodziców wobec dzieci (np. zachowań patologicznych w rodzinach, dzieciobójstwa) w rodzinach naturalnych i zastępczych.
W psychologii ewolucyjnej przyjmuje się tezę o obiektywnym, empirycznym istnieniu dających się statystycznie wyodrębnić zespołów cech psychicznych, specyficznych dla linii genetycznych organizmów zwierzęcych. Dystans między tymi zespołami cech rośnie wraz z dystansem genetycznym. Takie zespoły cech psychicznych linii genetycznych są powszechnie dostrzegalne i nazywane są naturami psychicznymi.
Przyjmuje się następnie tezę, że istotą natury psychicznej linii genetycznej (a w konsekwencji natury psychicznej całych jednostek taksonomicznych) – np. ludzkiej, kociej – odróżniającej ją od innych linii, są dziedziczone w mózgach jej reprezentantów specyficzne mechanizmy psychiczne, wykształcone w toku ewolucji.
W większości przypadków psycholodzy ewolucyjni stawiają zaledwie hipotezy dotyczące ewolucji mechanizmów psychicznych, niektóre z nich są obecnie weryfikowane.

## Metody weryfikowania hipotez ewolucyjnych
1. porównania międzygatunkowe
2. porównania jednostek odrębnych płci tego samego gatunku
3. porównania różnych osobników tego samego gatunku
4. porównywanie osobników z odseparowanych od siebie kultur
5. eksperymenty

## Lista hipotez ewolucyjnych
- hipoteza czyszczenia
- hipoteza łowiecka
  - hipoteza zaopatrywania
  - hipoteza szczodrości
- hipoteza niepewności ojcostwa
- hipoteza porzucalności
- hipoteza sawanny
- hipoteza zbieracka

## Psychologia ewolucyjna na tle dziedzin pokrewnych
Wśród szczególnie reprezentatywnych prac z zakresu psychologii ewolucyjnej można wymienić prace amerykańskich psychologów: Davida M. Bussa, Geoffreya Millera, Roberta Plomina, Stevena Pinkera, Nancy Etcoff, Harris Judith Rich, Michaela Tomasello, amerykańskiej antropolog Helen Fisher, a także amerykańskiego filozofa Daniela Clementa Dennetta i francuskiego antropologa pracującego w Stanach Pascala Boyera.
Współczesna psychologia ewolucyjna jest „spadkobierczynią” dokonań europejskich etologów (Nikolaas Tinbergen, Konrad Lorenz, Wolfgang Wickler, Irenäus Eibl-Eibesfeldt), amerykańskich socjobiologów (Edward Osborne Wilson) i prekursorów socjobiologii (William Donald Hamilton, George C. Williams, Robert Trivers).
Myśl socjobiologiczna wyrosła z refleksji przyrodników, którzy bazowali na biologicznej teorii ewolucji i zajmując się badaniami przyrodniczymi (np. genetyką) zwrócili się ku prymatologii, paleoantropologii (antropogenezie) czy antropologii fizycznej, by w końcu wypowiedzieć się o zachowaniach współczesnego człowieka. Dlatego zapleczem współczesnej psychologii ewolucyjnej jest dziś dorobek wyżej wymienionych dziedzin. Warto tu wymienić prymatologów: Jane Goodall i jej uczniów (na przykład Richarda Wranghama, Michael P. Ghiglieri), Sarah Blaffer Hrdy; genetyków: Deana Hamera, Steve’a Jonesa; paleontologów i paleoantropologów takich jak: Richard Leakey, Ian Tattersall, Stephen Jay Gould, Niles Eldredge, Christopher Stringer, Christopher McGowan, James Shreeve. Biologów takich jak Jared Diamond, Lynn Margulis, ekologa Jamesa Lovelocka, geografa Alfreda W. Crosby’ego. Dziedzinę popularyzowali też brytyjscy zoolodzy tacy jak Desmond Morris, Richard Dawkins, Matt Ridley, Robin Baker oraz amerykańscy dziennikarze piszący prace popularnonaukowe: Robert Wright, Steve Olson, Deborah Blum, Richard Conniff, Barbara Ehrenreich oraz publikujący na różne tematy psycholog Michael Shermer. W Polsce ukazały się też utrzymane w podobnym nurcie prace medyków francuskich takich jak Jacques Ruffié i Boris Cyrulnik. Do znanych na tym polu polskich popularyzatorów należą Krzysztof Szymborski, Marcin Ryszkiewicz i Marek Konarzewski. Spore zacięcie ewolucjonistyczne można odnaleźć również w pracach polskiego socjologa Tomasza Szlendaka.
Do dyscyplin splatających się z psychologią ewolucyjną należą też kognitywistyka i neurobiologia. Ponadto (szczególnie na polu socjobiologii) badacze zwracają się często ku matematycznej teorii gier.

## Krytyka
Z uwagi na podkreślanie wagi biologicznej natury człowieka reprezentanci etologii, socjobiologii i psychologii ewolucyjnej pozostają w sporze z antropologami kulturowymi, którzy społeczne przejawy kultury wyjaśniają badając kulturę jako byt w znacznej mierze samoistny. Znamienne, że antropolodzy kulturowi o wyraźnie ewolucjonistycznych zapatrywaniach na kulturę tacy jak Marshall Sahlins i Marvin Harris zajadle krytykowali socjobiologię. Harris zarzucał socjobiologii redukcjonizm biologiczny i wskazywał, że genotyp nigdy nie może być podstawą do wytłumaczenia wszystkich zmienności w fenotypie behawioralnym. Marshall Sahlins dowodził, że istnieje głęboka przepaść między agresją a wojną, seksualnością a społecznymi zasadami zawierania małżeństw, czy pomiędzy altruizmem odwzajemnionym a formalną wymianą darów. Psychologię ewolucyjną łączy z antropologią kulturową to, że obie dziedziny operują pojęciem ewolucji, które zrodziło się z idei postępu i progresywności. Choć dziś hasło ewolucja tradycyjnie kojarzy się z biologią (gdyż na tym polu myślenie ewolucjonistyczne odniosło najszybszy i najtrwalszy sukces) to jednak, w historycznym ujęciu pojęcie ewolucji wcześniej trafiło na grunt refleksji nad społeczeństwem i kulturą a dopiero stamtąd przenikło do teorii przyrodniczych.
Konkluzje powstające na gruncie psychologii ewolucyjnej pozostają w opozycji do wniosków do jakich prowadzi konstruktywizm społeczny (szczególnie w swym radykalnie antyscjentycznym wydaniu). Psycholodzy ewolucyjni dowodzą na przykład, że płeć, kanony urody czy uczucie miłości erotycznej to wrodzone dyspozycje wspólne dla wszystkich ludzi na świecie. Jednak w świetle paradygmatu konstruktywistów są one w znacznej mierze lub jedynie konstruktami społecznymi: płeć czy kanony urody są więc kulturowo skonstruowane a miłość erotyczna jest jedynie pewnym społecznym scenariuszem zachowań, który być może w kulturze zachodniej pojawił się nie wcześniej niż w XI wieku i (jak pokazuje historia społeczna) podlegał na przestrzeni wieków i lat zmianom, które można uzasadnić czynnikami społecznymi. W świetle teorii konstruktywistycznych psychologia ewolucyjna tylko umacnia te społeczne konstrukty – mitologizuje różne zachowania czy domniemane predyspozycje ludzi, które w istocie są konstruktami stworzonymi przez społeczeństwo. Niektóre wnioski konstruktywistów wskazujące na wpływ kultury w odniesieniu do płci czy patriarchatu spotkały się z pozytywną recepcją w studiach nad płcią kulturową (gender studies) oraz w teoriach feministycznych – dlatego też nurty te są sceptyczne wobec dokonań psychologii ewolucyjnej.
Swoistą, feministyczną krytykę podejścia psychologii ewolucyjnej przedstawiła też w swojej pracy Kobieta. Geografia intymna Natalie Angier.
Do wniosków wychodzących poza interpretacje psychologii ewolucyjnej prowadzi też teoria memetyczna. Teoria memetyki, powstała poza obrębem humanistyki, rozszerza myślenie obecne w biologii ewolucyjnej na zjawiska kulturowe. Przez antropologów kulturowych traktowana z dużą rezerwą, przez semiotyków jako pewne uproszczenie (memy są ich zdaniem jedynie pewną zdegenerowaną formą symboli) wychodzi zarówno poza teorie socjobiologiczne jak i poza myślenie obecne na gruncie klasycznej antropologii kulturowej. Przykładowo altruizm antropolodzy kulturowi tłumaczą zwracając się ku kulturze darów, socjobiolodzy zwracając się ku biologicznym teoriom altruizmu odwzajemnionego i krewniaczego. Teoria memetyki natomiast wskazuje, że zachowania altruistyczne (podobnie jak zachowania agresywne) występują częściej jedynie dlatego, że mają one, z uwagi na swój charakter, większą szanse na replikacje (naśladownictwo) w danej populacji. Co więcej memy, które towarzyszą takim zachowaniom (altruistycznym czy agresywnym) będą się w danej populacji szybciej replikowały niż inne. Widocznym dowodem tego może być fakt, że praktycznie wszystkie religie (rozumiane w memetyce jako mempleksy), które odniosły sukces na świecie, rozprzestrzeniając się na znacznym obszarze, posługiwały się zarówno strategiami altruizmu jak i agresji.
Teorie psychologii ewolucyjnej są w wielu przypadkach trudne lub niemożliwe do zweryfikowania. Postulują one występowanie u współczesnych ludzi predyspozycji, które powstały w drodze ewolucji jako przystosowanie do życia, jakie ludzie prowadzili na przestrzeni milionów lat prawdopodobnie jako grupy nomadów wędrujących po sawannie. Nie sposób jednak jednoznacznie stwierdzić jak wyglądało życie społeczne ówczesnych ludzi. Psycholodzy ewolucyjni testują swoje hipotezy na wiele sposobów: badają społeczności zbieracko-łowieckie, porównują różne gatunki (np. naczelnych) – także ich budowę anatomiczną i fizjologię, eksplorują znaleziska archeologiczne, prowadzą obserwacje, analizują zwierzenia, zapiski i wytwory ludzi. Jednak wszystkie te metody budzą wątpliwości. Współczesne dzikie plemiona (plemiona łowców-zbieraczy) są jedynie prymitywne z punktu widzenia kultury zachodniej i nie mają one zdaniem wielu uczonych wiele wspólnego z plemionami ludzi pierwotnych jakie żyły w przeszłości – nie mogą więc stanowić wskazówki. Naczelne, które posiadają najbliższy ludziom zapis genetyczny DNA też są wątpliwą wskazówką już choćby z uwagi na fakt, że nawet w obrębie tak bliskich gatunków jak szympans i szympans karłowaty występują zupełnie inne formy życia społecznego (podczas gdy szympansy zwyczajne żyją w grupach o męskiej dominacji i bywają agresywne to w społecznościach szympansów karłowatych panuje matriarchat a wszelka agresja jest szybko udaremniana). Niewiele danych przynosi też zapis kopalny (szczątki praludzi), gdyż nie sposób na podstawie niego wnioskować jednoznacznie o życiu społecznym (na przykład kości zwierząt i ludzi odnajdywane w jednym miejscu mogą, ale nie muszą wskazywać na to, że ówcześni ludzie mieli w zwyczaju polować na zwierzynę). Uwaga psychologów ewolucyjnych, weryfikujących hipotezy kieruje się więc ku niemowlętom i dzieciom, gdyż zakłada się, że wykazują one wrodzone skłonności, które nie są jeszcze „skażone” wpływem społecznym. Argumentów dostarczają też cechy anatomiczne współczesnych ludzi (w istocie współcześni ludzie mogą być traktowani jako swoiste żywe skamieniałości z prehistorycznych czasów wędrówek po sawannie) szczególnie gdy porównuje się je z budową innych naczelnych – przykładowo proporcje wielkości ciała kobiety i mężczyzny (dymorfizm płciowy) czy wielkość jąder męskich stanowią silny argument za względnie poligamiczną naturą człowieka. Hipoteza poligamicznych skłonności zarówno mężczyzn jak i kobiet ma również oparcie w efekcie Coolidge’a i kobiecej skłonności do przeżywania orgazmu wielokrotnego (co miałoby ułatwiać spółkowanie z kilkoma partnerami naraz).

## Kryzys replikacji
Pewna część wczesnych, sensacyjnych odkryć dokonanych w obszarze psychologii ewolucyjnej i genetyki zachowania nie została potwierdzona w replikacjach. Głosy krytyki wobec wad metodologicznych genetyki zachowania pojawiały się już wcześniej, np. ze strony Ioannidisa i in. w 2001. W połowie lat 2010. problem niskiej odtwarzalności wyników w wielu dziedzinach nauki dotarł do powszechnej uwagi jako „kryzys replikacji”.
W obrębie psychologii ewolucyjnej nie potwierdzono na przykład „efektu czerwonej sukienki”, zmian preferowanej „męskości” partnerów u kobiet w cyklu hormonalnym czy w związku z używaniem antykoncepcji hormonalnej, ani związku ocen atrakcyjności kobiet z ich gospodarką hormonalną, zdrowiem, czy wyglądem klasyfikowanym jako „kobiecy” lub „przeciętny”.